# فیلم اوت
«فیلم اوت» (به انگلیسی: Film Out) ترانه‌ای از گروه پسرانهٔ کره‌ای بی‌تی‌اس، از آلبوم گردآوری‌شدهٔ ژاپنی‌زبان بی‌تی‌اس، بهترین (۲۰۲۱) است. این تک‌آهنگ در ۲ آوریل ۲۰۲۱، توسط یونیورسال میوزیک ژاپن منتشر شد.

## عملکرد تجاری
«فیلم اوت» پس از انتشار با ۲۳٬۳۴۴ دانلود، در جدول روزانهٔ تک‌آهنگ‌های دیجیتال اوریکون (تاریخ ۲ آوریل) اول شد. این تک‌آهنگ سه روز پس از انتشار با مجموع فروش ۳۲٬۹۴۷ دانلود از ۲۹ مارس تا ۴ آوریل، در رتبهٔ اول جدول هفتگی تک‌آهنگ‌های دیجیتال جای گرفت. «فیلم اوت» با فروش ۱۰٬۳۶۱ دانلود دیجیتال، در جدول ۱۰۰ آهنگ داغ ژاپن (تاریخ ۷ آوریل)، دوم شد. این تک‌آهنگ همچنین در صدر جدول جزئی دانلودها و جدول استریم قرار گرفت.
«فیلم اوت» یک روز پس از انتشار در ایالات متحده، با فروش ۲٬۴۰۰ دانلود و ۱۵ میلیون استریم در رتبهٔ ۱۸۵ جدول جهانی بیلبورد به‌استثنای ایالات متحده (تاریخ ۱۰ آوریل) قرار گرفت. این یکی از چهار ترانهٔ بی‌تی‌اس بود که در آن هفته در این جدول حضور داشت و برای دومین بار، ترانه‌هایی از بی‌تی‌اس به سه زبان مختلف (ژاپنی، انگلیسی و کره‌ای) به‌طور همزمان در این جدول قرار گرفت. بی‌تی‌اس تنها هنرمندی بود که از زمان آغاز این جدول به این مهم دست یافت. این تک‌آهنگ در هفتهٔ بعد، با ۴۷٫۲ میلیون استریم و ۶۶٬۰۰۰ فروش در بازهٔ زمانی ۲ تا ۸ آوریل، در رتبهٔ پنجم ۲۰۰ آهنگ جهانی بیلبورد قرار گرفت و پنجمین ترانهٔ گروه بود که در ده رتبهٔ اول این جدول وارد شد؛ بیشترین تعداد در میان گروه‌ها، از زمان آغاز این رتبه‌بندی. این نخستین ترانهٔ ژاپنی بود که در پنج رتبهٔ اول و دومین ترانه پس از «هومورا» از لیسا بود که در ده رتبهٔ نخست این جدول جای گرفت. «فیلم اوت» با ۴۴٫۳ میلیون استریم و فروش ۴۷٬۰۰۰ کپی در هفتهٔ دوم، پس از ۱۸۲ شماره صعود، در جدول جهانی به‌استثنای ایالات متحده سوم شد و بیشترین صعود را در تاریخ این جدول داشت. نخستین ترانهٔ ژاپنی‌زبان بی‌تی‌اس بود که وارد ۱۰۰ آهنگ داغ بیلبورد شد و در رتبهٔ ۸۱ قرار گرفت و در مجموع بیستمین ورود گروه به این جدول بود. این تک‌آهنگ با فروش ۱۹٬۰۰۰ کپی، پرفروش‌ترین ترانهٔ هفته بود و در صدر جدول ترانه‌های دیجیتال قرار گرفت. این نخستین ترانهٔ ژاپنی‌زبان و در مجموع ششمین ترانهٔ بی‌تی‌اس بود که شمارهٔ یک این جدول شد و بیست و چهارمین ترانهٔ گروه در ده رتبهٔ نخست بود.

## عوامل
جزئیات برگرفته از تیدال است.
- بی‌تی‌اس –  آواز
- یوتا –  تهیه‌کننده، ترانه‌سرا، کیبورد، سینث‌سایزر، ویرایش صدا، پرسنل استودیو
- بک نامبر –  تهیه‌کننده
- ایوری شیمیزو –  ترانه‌سرا، گیتار الکتریک
- جونگ کوک –  ترانه‌سرا
- کیتا جوکو –  ویرایشگر صدا، پرسنل استودیو
- پی‌داگ –  مهندس ضبط، پرسنل استودیو
- توشیهیرو واتانابه –  مهندس ضبط، پرسنل استودیو
- دی.او.آی. –  مهندس میکس، پرسنل استودیو

## جداول
| جدول (۲۰۲۱)                                      | بالاترین موقعیت |
| ------------------------------------------------ | --------------- |
| کانادا (۱۰۰ آهنگ داغ کانادا)                     | ۷۹              |
| جهانی ۲۰۰ (بیلبورد)                              | ۵               |
| مجارستان (۴۰ تک‌آهنگ برتر)                        | ۴               |
| ایرلند (آی‌آرام‌ای)                                | ۹۲              |
| ژاپن (۱۰۰ آهنگ داغ ژاپن)                         | ۲               |
| ژاپن (جدول تک‌آهنگ‌های دیجیتال اوریکون)            | ۱               |
| مالزی (آرآی‌ام)                                   | ۳               |
| تک‌آهنگ‌های داغ نیوزیلند (آرام‌ان‌زد)                | ۵               |
| پرتغال (ای‌اف‌پی)                                  | ۱۱۱             |
| سنگاپور (آرآی‌ای‌اس)                               | ۷               |
| تک‌آهنگ‌های بریتانیا (اوسی‌سی)                      | ۷۳              |
| ۱۰۰ آهنگ داغ بیلبورد ایالات متحده                | ۸۱              |
| فروش ترانه‌های دیجیتال ملل ایالات متحده (بیلبورد) | ۱               |

## تاریخچهٔ انتشار
| کشور  | تاریخ        | قالب(ها)              | ناشر                  | منبع   |
| ----- | ------------ | --------------------- | --------------------- | ------ |
| مختلف | ۲ آوریل ۲۰۲۱ | دانلود دیجیتال استریم | یونیورسال میوزیک ژاپن | [ ۲۴ ] |